# Ghencea
Ghencea este un cartier situat în sectorul 6 al Bucureștiului. Aici se află stadionul Steaua. Cartierele vecine sunt Drumul Taberei și Rahova și noul cartier rezidențial, Cartierul Latin. Cartierul Ghencea este împărțit preponderent în 2 zone și anume cea veche (Blocurile construite în anii 70) și zona nouă ce se dezvoltă în continuare de-alungul bulevardului Ghencea și Drumului Cooperativei cu străzile aferente.
În prezent cartierul numără în jur de 150.000 de locuitori.

## Istorie
Cartierul Ghencea își are numele de la mahalaua Ghencea, apărută pentru prima dată pe o hartă în anul 1852, pe harta realizată de către maiorul A. Borroczyn. O altă ipoteză ar fi că numele cartierului provine de fapt de la neamul boierilor Burnăzești, care au ctitorit Biserica Ghencii în anul 1820 (vezi Biserica Sfânta Treime „Ghencea” din București). Totusi, se pare că în timpul domniei fanariote au apărut detașamentele de arnauți, alcătuite din mercenari de origine sârbă, greacă sau albaneză. Acești mercenari arnauți din alaiul domnesc aveau un comandat numit în limba turcă ghenci-aga, nume ce însemna șeful voinicilor, și de aici legătura cu numele cartierului aflat în Sud-Vestul Bucureștiului.
Construcția blocurilor din zonă a început în anii '50. 
Fabrica de textile Tricodava și cea de plastic Munplast au fost construite aici de către regimul comunist.
Tricodava a fost demolată în 2007 iar în locul fostei fabrici s-a construit un ansamblu rezidențial.

## Transport
Infrastructura cartierului nu este una foarte bună. Însă cartierele Ghencea alături de Drumul Taberei au beneficiat de o linie de metrou (M5) care a fost finalizată în anul 2020, singura soluție temporară pentru a ajunge rapid în altă zonă a orașului fiind tramvaiul 41. Transportul cu autobuzul, troleibuzul sau mașina personală consumă mult timp din cauza aglomerației din zonă, în special în timpul orelor de vârf, însă începând cu anul 2019 se lucrează la infrastructura rutieră pe bulevardele Ghencea și Prelungirea Ghencea unde se incearca extinderea liniei de tramvai 41 pana la centura (intrarea in Domnesti).
- - Troleibuz:  90, 91, 96
  - Autobuz: 104, 122, 126, 136, 138, 139, 168, 173, 185, 221, 222, 226, 232, 302, 322, 368, 385, 421, 422, 423, 424, 425, 426, 427, 428, 484, 487, 205, 301, 253
  - Tramvai: 41, 47
  - Metrou: ( M5)

## Stil de viață
Nu există piețe în această zonă dar în fiecare dimineață săteni din Domnești vin și vând fructe și legume pe stradă. Există numeroase centre comerciale: Auchan, Lidl, Mega Image, Penny de unde se pot face cumpărăturile în cartier. 
Zona este cunoscută pentru echipa de fotbal Steaua București care are stadionul aici. Când echipa joacă acasă întreg cartierul devine foarte aglomerat din cauza suporterilor care vin la meci din toate zonele Bucureștiului.

## Repere notabile

### Complexul Sportiv ”Steaua”
Este a doua cea mai mare bază sportivă din București, ca suprafață, după Complexul Sportiv Național ”Lia Manoliu”.
Fostul stadion de fotbal din incinta complexului a fost inaugurat pe 9 aprilie 1974, în urma unui meci de fotbal dintre Steaua București și OFK Belgrad. Acesta a fost demolat în august 2018, începând în același timp reconstrucția acestuia sub o formă mai modernă și cu o capacitate mai mare, de aproximativ 30.000 de persoane. Noul stadion a fost inaugurat pe 7 iulie 2021, după un meci dintre aceleași echipe.
Cuprinde și alte terenuri de fotbal, unul principal de rugby, săli de gimnastică și scrimă, dar și mai multe terenuri de antrenament întinse pe câteva hectare.